# Trzech ludzi do zabicia

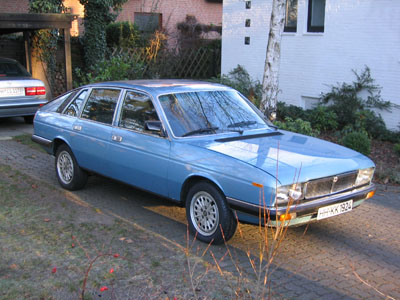
Lancia Gamma, w filmie takim samochodem porusza się główny bohater

Trzech ludzi do zabicia (fr. Trois hommes à abattre) – francuski film kryminalny z 1980 roku w reżyserii Jacques’a Deraya, z Alainem Delonem w roli głównej. Luźna adaptacja opowiadania Jeana-Patricka Manchette’a Le petit bleu de la côte ouest z 1976 roku.
Film opowiada historię przypadkowego świadka wypadku drogowego, który zostaje wplątany w polityczną intrygę i staje się celem zawodowych zabójców.

## Fabuła
Zawodowy pokerzysta Michel Gerfaut (Alain Delon) mieszka w Paryżu. Pewnej nocy jadąc na pokera, na wiejskiej drodze wyprzedza go Citroën DS. Po chwili natyka się na ten samochód rozbity. Zabiera z niego do szpitala rannego kierowcę i po zbyt długim oczekiwaniu opuszcza szpital bez złożenia wyjaśnień. Kierowca citroëna umiera; okazuje się, że otrzymał dwa postrzały. Przed odjazdem Gerfauta dwóch zawodowych zabójców zabiera z jego samochodu dokumenty z jego nazwiskiem i adresem. Śledzą Gerfauta od momentu, gdy natknął się na rannego. Tych samych dwóch zawodowych zabójców zabija tej samej nocy kolejnego mężczyznę w jego mieszkaniu, a następnie rankiem trzeciego, siedzącego w samochodzie na skrzyżowaniu.
Gerfaut ze swoją włoską dziewczyną Béą (Dalila Di Lazzaro) wyjeżdża samochodem do Trouville-sur-Mer nad kanałem La Manche. Tam doświadcza dziwnych incydentów, m.in. w czasie morskiej kąpieli ci sami dwaj zabójcy próbują go utopić. Z gazety dowiaduje się, że trzech wysokich rangą menedżerów potężnej firmy zbrojeniowej grupy Emmerich, specjalizującej się w produkcji pocisków, zostało zamordowanych. Na zdjęciu w gazecie rozpoznaje mężczyznę, którego przywiózł do szpitala. Nie rozumiejąc, dlaczego ktoś czyha na jego życie, szybko wraca do Paryża. Zwraca się do swojego przyjaciela Liétharda (Christian Barbier), inspektora wywiadu. Ten nie kryje zaniepokojenia i mówi mu, że „postawił stopę tam, gdzie nie powinien”. Obaj ostrożnie udają się do mieszkania Gerfauta. W nim Liéthard zostaje zamordowany strzałem przez drzwi wejściowe. Gerfaut ściga tych samych dwóch zabójców w szalonym pościgu samochodowym ulicami Paryża. W końcu konfrontuje się z nimi na stacji benzynowej i z pistoletu zabija jednego. Sam jest ranny, ale udaje mu się dotrzeć do mieszkania Béi.
Hospitalizowany z powodu odniesionych obrażeń Gerfaut dowiaduje się, że policja podejrzewa go o zabójstwo Liétharda. Jednocześnie zabójcy nie dają mu wytchnienia i depczą po piętach. Ucieka ze szpitala, zabijając kolejnego z nich i odsyła Béę, by schroniła się na wsi. Emmerich jest przekonany, że Gerfaut jest świetnym profesjonalistą i postanawia go „kupić”.
Ostatecznie Gerfaut kontaktuje się z Emmerichem poprzez jego ludzi i spotyka się z nim w jego rezydencji. Gerfaut nadal twierdzi, że nic nie wie o omawianych przypadkach i nie zgadza się na współpracę. Okazuje się, że trzej zabici współpracownicy Emmericha wiedzieli, że pociski są wadliwe i zaczęli mówić o tym. Podczas spotkania Emmerich umiera na atak serca. Gerfaut odbiera ze wsi Béę i wraca z nią do Paryża, gdzie Leprince zamyka jego sprawę. Dwaj mężczyźni zabijają Gerfauta na ulicy.

## Obsada
- Alain Delon – Michel Gerfaut
- Dalila Di Lazzaro – Béa
- Michel Auclair – Leprince
- Pierre Dux – Emmerich
- Christian Barbier – Liéthard
- Bernard Le Coq – Jean-Marc Gassowitz
- François Perrot – Étienne Germer, ofiara
- André Falcon – Jacques Mouzon, ofiara
- Pierre Belot – Jean Borel, ofiara
- Pascale Roberts – pani Borel
- Jean-Pierre Darras – inspektor Chocard
- Simone Renant – matka Michela
- Féodor Atkine – Leblanc